# Diario di una schiappa - Vita da cani
Diario di una schiappa - Vita da cani (Diary of a Wimpy Kid: Dog Days) è il quarto libro della serie Diario di una schiappa di Jeff Kinney, scritto nel 2009 e pubblicato in Italia nel 2011 da Editrice Il Castoro. Il protagonista del libro è Greg Heffley, un ragazzino "sfigato" e le sue disavventure quotidiane. Questo libro è ambientato nell'estate fra la seconda e la terza media di Greg.
Il titolo Vita da cani (in inglese Dog Days) ha un doppio significato: innanzitutto, il fatto che Greg avrà un'estate tutt'altro che divertente e che per la prima volta in casa Heffley, ci sarà un cane di cui si parlerà nella trama.
Dal libro è stato tratto il film Diario di una schiappa - Vita da cani, diretto da David Bowers che comprende anche vicende dal terzo romanzo della serie.

## Trama
Sono arrivate le vacanze estive e tutti i ragazzi si divertono all'aria aperta, tranne Greg, chiuso in casa, con i videogiochi che sta realizzando il suo sogno: un periodo senza obblighi e responsabilità. Sua madre, però, progetta attività all'aperto e gite in famiglia. 

### Il country club
All'inizio dell'estate, Greg è stato invitato nel country club di cui è socio il padre di Rowley. Greg e Rowley provano anche ad invitare una ragazzina molto carina che si è appena trasferita nel quartiere, Trisha, che però appena entrata nel country club si dimentica totalmente dei due che l'hanno invitata, e fa amicizia con un bagnino. 
Il country club è magnifico, ma negli ultimi tempi il servizio peggiora, e quando Greg si lamenta col padre di Rowley, quest'ultimo decide di non invitarlo più. Si scoprirà poi dopo che, il sig. Jefferson non invita più Greg perché insieme a Rowley ha fatto spendere 82 dollari in frappé al bar del country club, che adesso vuole riavere. I genitori di Greg, perciò lo costringono a guadagnare da sé i soldi per ripagare il padre di Rowley.

### Parti importanti
Greg, per guadagnarsi i soldi da restituire, decide di creare un'azienda per la cura dei giardini chiamata "Prati a cinque stelle". Purtroppo, non riescono a farsi pubblicità perché un'inserzione costa più di duemila dollari e il sig. Jefferson non gli permette di stampare più di un volantino sulla sua stampante. Alla fine faranno vedere l'unico volantino suonando porta a porta a tutte le case del quartiere.
Arriva solo una chiamata, quella della signora Canfield, un'anziana signora che abita vicino alla nonna di Greg, di cui è amica, che li assume per tagliare l'erba dal suo giardino. Dopo alcuni imprevisti con il tagliaerba, finalmente riescono a farlo partire. Greg però pretende che Rowley tagli l'erba mentre lui non fa niente perché "c'era bisogno di qualcuno per fare il lavoro manuale e di qualcuno con le mani pulite per maneggiare il denaro". Rowley perciò se ne va, e lui e Greg romperanno la loro amicizia e non si parleranno più quasi fino alla fine del libro. 
 Greg inizia a tagliare il prato, ma nota che è tutto pieno di cacche di cane e, per evitarle non taglierà quasi nulla del prato. Quando Greg chiede alla signora Canfield di pagare il lavoro, però, lei protesta dicendo che il lavoro "fa schifo". Allora Greg si rivolge a suo padre, ma lui quando va dalla signora Canfield per protestare viene costretto da quest'ultima a finire il lavoro del figlio, peraltro senza dargli un soldo.

### Tesoruccio
Per il compleanno di Greg, si organizza una festa coi parenti, che non va molto bene, innanzitutto per il fatto che tutti i soldi che riceve vengono usati per fargli restituire il debito al signor Jefferson. Inoltre il grosso cane dello zio Joe, Killer, si è mangiato metà della torta di compleanno. In più, l'unico regalo che Gregory ha ricevuto oltre a vestiti e libri è un telefonino "Coccinella" ("ideale per bambini e anziani!") che chiama solo due numeri: casa e le emergenze. Susan, impietosita, gli dà cinque dollari per comprarsi un regalo di consolazione, e con quelli comprerà un pesce molto bello che però verrà mangiato da quello di Rodrick (un piranha). 

Frank allora decide di comprare un cane, che Susan deciderà di chiamare Tesoruccio, per gli amici Uccio. 

Quest'ultimo però si rivelerà un cane davvero rompiscatole e insopportabile: abbaia in continuazione davanti alla televisione, dorme sempre sul letto di Greg e rifiuta qualsiasi ordine, inoltre fa pipì per terra. Nonostante tutto, Frank stravede per il cane nonostante Uccio lo odi. Con Susan invece avviene il contrario.
Alla fine Uccio verrà regalato alla nonna perché nessuno in famiglia lo sopporta più.

### In vacanza con i Jefferson
Incontratesi "casualmente" al supermercato, Susan e la madre di Rowley decidono di portare Greg con loro a fare una settimana al mare, anche se né quest'ultimo né Rowley ne sono molto entusiasti perché non si parlano da più di un mese. 
 
La situazione per Greg diventa ancora più terribile perché nel cottage dove alloggiano i Jefferson non ci sono né televisione, né computer, né altri oggetti tecnologici, ma solo libri. Inoltre la casa è a dieci chilometri dalla spiaggia, e i Jefferson non vogliono mai andare sul lungomare, perché secondo loro è "troppo rumoroso".
Dopo essere stato tre giorni chiuso in casa, Greg inizia a dare i numeri, e manda a Susan un'e-mail d'aiuto dal computer del padre di Rowley. Susan però crede che la richiesta di aiuto venga dal padre di Rowley, quindi Greg rimane prigioniero in quella casa. 
I genitori di Rowley però leggono quelle e-mail e per fare contento il ragazzo, vanno tutti sul lungomare, dove Greg prova una giostra che aveva sempre voluto provare ma non era abbastanza alto per salirci sopra, il Cranium Shaker, consigliata da Rodrick, che poi è una giostra adrenalinica e molto pericolosa che farà venire a Greg una nausea fortissima mai provata in vita sua.
Quest'ultimo decide poi con Rowley di andare in spiaggia per fare uno scherzo ai passanti, e dopo un'ora tornano sul lungomare dove trovano il papà di Rowley arrabbiatissimo perché non li trovava più e stava per chiamare la polizia per denunciare la loro scomparsa. Così li mette in punizione. Greg per far tirare su di morale Rowley gli fa uno scherzo, ma per sbaglio gli fa male, e i genitori di Rowley infuriatissimi chiamano Susan e Frank perché se lo vengano a portare via.

### Un'ultima possibilità per Greg
Il negozio di videogiochi Gamehut ha indetto un torneo di videogiochi al quale Greg vuole assolutamente partecipare. Decide però di accamparsi la sera prima davanti al negozio per assicurarsi di essere il primo a partecipare al torneo. Greg invita anche Rowley, che però non è molto entusiasta perché i suoi genitori gli hanno proibito di vederlo.
Nella tenda i due litigano perché Rowley non vuole stare sveglio a fare la guardia. La mattina dopo, Greg decide di fare uno scherzo a Rowley: sapendo che lui è molto spaventato da un personaggio di un film dell'orrore, la Mano Assassina, una mano fangosa che strangola le persone, infila la sua mano sporca nella tenda mentre lì dentro c'è solo Rowley; quando lui vede la mano, ci casca e la colpisce col mazzuolo. Dopo Rowley e Greg partecipano al torneo dei videogiochi, e quest'ultimo perde perché ha la mano dolorante e quindi non riesce a premere i pulsanti.

## Seguito
Il 15 febbraio 2012 è uscito il seguito di questo libro, Diario di una schiappa - La dura verità.